# David Rodas Maldonado
David Rodas Maldonado (Machala, 19 de mayo de 1916 - 23 de febrero de 2001). Fue un escritor e historiador ecuatoriano, cuya obra comprendió monografías y libros sobre la historia y geografía de los cantones de la provincia de El Oro, por lo cual que la municipalidad de Machala en el año 1994 le concedió la dignidad de cronista vitalicio de la ciudad y la provincia de El Oro.

## Biografía
Sus padres fueron David Rodas Cuervo y Mercedes Maldonado Castro. Tras quedar huérfano durante la infancia, se dedicó con sus hermanos al comercio informal, lo que no impidió su autoeducación. Posteriormente ejerció ciertos cargos burocráticos, tales como: administrador del ferrocarril Puerto Bolívar-Arenillas-Santa Rosa, secretario de la Intendencia de Policía de Machala y de la Gobernación.
Fue uno de los fundadores de la Radio Cultural Machala en 1956, y fue redactor de varios periódicos como El Nacional y Estrella orense. En el año de 1982, junto a otros historiadores funda la Sociedad Historiográfica de El Oro. 
Tras la Guerra peruano-ecuatorianase creó la Junta de Reconstrucción de El Oro, creada con la finalidad de rehabilitar a la provincia, en la cual participó David Rodas como secretario. Durante este proceso, sus aportes investigativos e informes técnicos contribuyeron al financiamiento de la construcción del sistema de riego de El Oro, mismo que se mantiene hasta la actualidad.
Sirvió por 39 años a la municipalidad de Machala, en más de 10 administraciones municipales, como consultor historiador y trabajó en la recopilación, redacción y edición de hechos históricos de la ciudad y la provincia. Incursionó en la poesía y promovió el teatro, la música y la radio, fue además uno de los precursores de la narrativa oral machaleña en diversos eventos culturales, actividades que le hicieron merecedor de ser nombrado miembro fundador de la Casa de la Cultura Ecuatoriana núcleo El Oro.

## Obras
Entre sus obras más importantes tenemos:
- Semanario el voto popular.
- Análisis e introducción de Crónicas del Guayaquil antiguo, del escritor Modesto Chávez Franco.
- Monografías orenses.
- El hombre que no tenía miedo al diablo (cuento).
- Los lapones fueron fundadores de Machala.